# Zoo di Krefeld
Lo zoo di Krefeld (in tedesco Krefelder Zoo) è uno zoo situato nella città di Krefeld in Germania, al cui interno sono ospitati primati, carnivori, fauna della savana africana e uccelli tropicali. La struttura conta 1000 animali di 200 specie diverse. Nel 2013 il numero di visitatori è stato di 487 373.

## Storia
Lo zoo è stato aperto il 22 maggio 1938, presso il Grotenburgpark, dove l'area occupata dallo zoo era la metà della superficie totale del parco, con circa 40 specie conservate in 40 recinti. Nel corso della seconda guerra mondiale ci furono incursioni aeree su Krefeld dal 1940 al 1945, durante le quali furono colpite anche parti dello zoo. Furono uccisi due tassi e un cervo, gli altri animali riuscirono a fuggire attraverso i varchi nelle recinzioni, aperti dai bombardamenti.